# Prunus trichostoma
Prunus trichostoma är en rosväxtart som beskrevs av Emil Bernhard Koehne. Prunus trichostoma ingår i släktet prunusar, och familjen rosväxter. Inga underarter finns listade i Catalogue of Life.